# Гюнтер IX (Шварцбург-Бланкенбург)
Гюнтер IX фон Шварцбург-Бланкенбург (на немски: Günther IX von Schwarburg-Blankenburg † 1289) e граф на Шварцбург-Бланкенбург (1274 – 1289), основател на линията „Шварцбург-Шварцбург“, която съществува до 1397 г.

## Произход
Той е големият син на граф Гюнтер VII фон Шварцбург-Бланкенбург († 1274) и съпругата му София († сл. 1287). По-малкият му брат Хайнрих V († 1287) основава линията „Шварцбург-Бланкенбург“.

## Фамилия
Първи брак: с Ирмгард. Те имат децата:
- Албрехт IV († 1327), гранд приор на Йоанитския орден на Йерусалим в Германия
- Хайнрих VI († ок. 1293), женен за Ода фон Кверфурт († 1346)
- Гюнтер XII († 1308), граф на Шварцбург, женен пр. 21 август 1301 г. за Мехилтд фон Кефернбург († ок. 1334)
- Гюнтер XIII († сл. 1301)
- Йохан I († ок. 1303)
- София († 1342/1347), омъжена ок. 1314 г. за граф Хайнрих VI фон Хенеберг-Ашах († 1293/1356)
- Елизабет († сл. 1308), монахиня в Илм

Втори брак: с принцеса Хелена фон Саксония-Лауенбург (* ок. 1300; † сл. 1332), дъщеря на херцог Йохан I фон Саксония-Лауенбург и Ингебург Шведска. Те имат една дъщеря:
- Аделхайд († 1318/1319), омъжена пр. 1280 г. за граф Гюнтер VII фон Кефернбург († 1302)

Вдовицата му Хелена фон Саксония-Лауенбург се омъжва втори път за граф Адолф VI фон Шауенбург-Холщайн-Пинеберг († 1315).